# Medaller dels Jocs Olímpics d'hivern de 1964
El medaller dels Jocs Olímpics d'Hivern de 1964 presenta totes les medalles lliurades als esportistes guanyadors de les proves disputades en aquest esdeveniment, realitzat entre els dies 29 de gener i 9 de febrer de 1964 a la ciutat d'Innsbruck (Àustria).
Les medalles apareixen agrupades pels Comitès Olímpics Nacionals participants i s'ordenen de forma decreixent contant les medalles d'or obtingudes; en cas d'haver empat, s'ordena d'igual forma contant les medalles de plata i, en cas de mantenir-se la igualtat, es conten les medalles de bronze. Si dos equips tenen la mateixa quantitat de medalles d'or, plata i bronze, es llisten en la mateixa posició i s'ordenen alfabèticament.
Novament la Unió Soviètica tornà a ser la dominadora del medaller. En aquests Jocs els Països Baixos aconseguí la seva primera medalla d'or i Corea del Nord la seva primera medalla olímpica en la seva primera aparició.

## Medaller
| Jocs Olímpics d'hivern de 1964 | Jocs Olímpics d'hivern de 1964 | Jocs Olímpics d'hivern de 1964 | Jocs Olímpics d'hivern de 1964 | Jocs Olímpics d'hivern de 1964 | Anells Olímpics |
| Posició                        | CON                            | Or                             | Plata                          | Bronze                         | Total           |
| 1                              | Unió Soviètica                 | 11                             | 8                              | 6                              | 25              |
| 2                              | Àustria                        | 4                              | 5                              | 3                              | 12              |
| 3                              | Noruega                        | 3                              | 6                              | 6                              | 15              |
| 4                              | Finlàndia                      | 3                              | 4                              | 3                              | 10              |
| 5                              | França                         | 3                              | 4                              | 0                              | 7               |
| 6                              | Alemanya                       | 3                              | 3                              | 3                              | 9               |
| 7                              | Suècia                         | 3                              | 3                              | 1                              | 7               |
| 8                              | Estats Units                   | 1                              | 2                              | 3                              | 6               |
| 9                              | Països Baixos                  | 1                              | 1                              | 0                              | 2               |
| 10                             | Canadà                         | 1                              | 0                              | 2                              | 3               |
| 11                             | Regne Unit                     | 1                              | 0                              | 0                              | 1               |
| 12                             | Itàlia                         | 0                              | 1                              | 3                              | 4               |
| 13                             | Corea del Nord                 | 0                              | 1                              | 0                              | 1               |
| 14                             | Txecoslovàquia                 | 0                              | 0                              | 1                              | 1               |
| Total                          | Total                          | 34                             | 38                             | 31                             | 103             |